# بئالامپونا
بئالامپونا (به لاتین: Bealampona) یک منطقهٔ مسکونی در ماداگاسکار است که در بخش انداپا واقع شده‌است. بئالامپونا ۱۱٬۹۷۶ نفر جمعیت دارد و ۹۰۴ متر بالاتر از سطح دریا واقع شده‌است.